# Zápas na Letních olympijských hrách 1912
Zápas na letních olympijských hrách 1912 svedl do bojů o medaile 170 zápasníků ze 17 zemí. Ti se utkali o 5 sad medailí v pěti váhových kategoriích v řecko-římském zápase.

## Medailisté

### Řecko-římský zápas
| Kategorie                  | Zlato                          | Stříbro                          | Bronz                               |
| -------------------------- | ------------------------------ | -------------------------------- | ----------------------------------- |
| Pérová váha (60 kg)        | Kaarlo Koskelo · Finsko (FIN)  | Georg Gerstäcker · Německo (GER) | Otto Lasanen · Finsko (FIN)         |
| Lehká váha (67,5 kg)       | Emil Väre · Finsko (FIN)       | Gustaf Malmström · Švédsko (SWE) | Edvin Mattiasson · Švédsko (SWE)    |
| Střední váha (75 kg)       | Claes Johanson · Švédsko (SWE) | Martin Klein · Rusko (RUS)       | Alfred Asikainen · Finsko (FIN)     |
| Lehká těžká váha (82,5 kg) | nebyla udělena                 | Anders Ahlgren · Švédsko (SWE)   | Béla Varga · Maďarsko (HUN)         |
| Lehká těžká váha (82,5 kg) | nebyla udělena                 | Ivar Böhling · Finsko (FIN)      | Béla Varga · Maďarsko (HUN)         |
| Těžká váha (+82,5 kg)      | Yrjö Saarela · Finsko (FIN)    | Johan Olin · Finsko (FIN)        | Søren Marinus Jensen · Dánsko (DEN) |

## Přehled medailí
| Pořadí | Země           | Zlato | Stříbro | Bronz | Celkově |
| ------ | -------------- | ----- | ------- | ----- | ------- |
| 1      | Finsko (FIN)   | 3     | 2       | 2     | 7       |
| 2      | Švédsko (SWE)  | 1     | 2       | 1     | 4       |
| 3      | Německo (GER)  | 0     | 1       | 0     | 1       |
| 4      | Rusko (RUS)    | 0     | 1       | 0     | 1       |
| 5      | Dánsko (DEN)   | 0     | 0       | 1     | 1       |
| 6      | Maďarsko (HUN) | 0     | 0       | 1     | 1       |
| Celkem | Celkem         | 4     | 6       | 5     | 15      |

## Zúčastněné země
Do bojů o medaile zasáhlo 170 zápasníků ze 17 zemí:
- Belgie (1)
- Čechy (4)
- Dánsko (9)
- Finsko (37)
- Francie (6)
- Island (1)
- Itálie (6)
- Maďarsko (10)
- Německo (14)
- Nizozemsko (3)
- Norsko (9)
- Portugalsko (2)
- Rakousko (8)
- Rusko (11)
- Řecko (1)
- Spojené státy americké (2)
- Švédsko (34)
- Velká Británie (12)